# Brahlstorf
Brahlstorf is een gemeente in de Duitse deelstaat Mecklenburg-Voor-Pommeren, en maakt deel uit van het Landkreis Ludwigslust-Parchim.
Brahlstorf telt 715 inwoners.